# SM-liiga 2011/2012
SM-liiga 2011/2012 byla 37. sezonou Finské ligy ledního hokeje. Obhájcem titulu byl tým IFK Helsinky. Vítězem se stal tým JYP Jyväskylä.

## Základní část
| Vysvětlivky                                        |
| -------------------------------------------------- |
| Tým 1 až 6 postupuje přímo do čtvrtfinále play off |
| Tým 7 – 10 postupuje do předkola play off          |
| Tým 14 hraje baráž proti vítězi Mestisu            |

| Poř. | Tým                | Z  | B   | V  | VP | PP | P  | VG  | IG  | +/- |
| ---- | ------------------ | -- | --- | -- | -- | -- | -- | --- | --- | --- |
| 1.   | KalPa Kuopio       | 60 | 115 | 34 | 3  | 7  | 16 | 180 | 139 | +41 |
| 2.   | Pelicans Lahti     | 60 | 111 | 30 | 9  | 3  | 18 | 213 | 155 | +58 |
| 3.   | IFK Helsinky       | 60 | 111 | 33 | 6  | 0  | 21 | 194 | 149 | +45 |
| 4.   | JYP Jyväskylä      | 60 | 108 | 30 | 7  | 4  | 19 | 168 | 122 | +46 |
| 5.   | Ässät Pori         | 60 | 106 | 31 | 4  | 5  | 20 | 189 | 150 | +39 |
| 6.   | Jokerit Helsinky   | 60 | 101 | 24 | 8  | 13 | 15 | 183 | 155 | +28 |
| 7.   | Kärpät Oulu        | 60 | 99  | 29 | 4  | 4  | 23 | 164 | 148 | +16 |
| 8.   | Espoo Blues        | 60 | 82  | 18 | 9  | 10 | 23 | 148 | 165 | -17 |
| 9.   | Lukko Rauma        | 60 | 81  | 21 | 7  | 4  | 28 | 162 | 167 | -5  |
| 10.  | TPS Turku          | 60 | 78  | 21 | 6  | 3  | 30 | 134 | 180 | -46 |
| 11.  | SaiPa Lappeenranta | 60 | 77  | 18 | 5  | 13 | 24 | 155 | 176 | -21 |
| 12.  | Tappara Tampere    | 60 | 73  | 20 | 4  | 5  | 31 | 132 | 188 | -56 |
| 13.  | HPK Hämeenlinna    | 60 | 62  | 15 | 6  | 5  | 34 | 132 | 201 | -69 |
| 14.  | Ilves Tampere      | 60 | 56  | 10 | 8  | 10 | 32 | 140 | 199 | -59 |

## Play off

### Předkolo
- Kärpät Oulu – TPS Turku 2:0 na zápasy (4:1, 2:1)
- Espoo Blues – Lukko Rauma 2:1 na zápasy (1:0 P, 0:2, 6:3)

### Čtvrtfinále
- KalPa Kuopio – Espoo Blues 3:4 na zápasy (3:1, 1:0, 5:0, 1:3, 2:5, 3:4 P, 1:4)
- Pelicans Lahti – Kärpät Oulu 4:3 na zápasy (5:0, 3:4 P, 1:4, 1:4, 4:2, 4:3 P, 3:2)
- IFK Helsinky – Jokerit Helsinky 0:4 na zápasy (1:3, 2:3 P, 1:3, 0:2)
- JYP Jyväskylä – Ässät Pori 4:0 na zápasy (4:1, 2:1, 4:3, 4:1)

### Semifinále
- Pelicans Lahti – Espoo Blues 4:1 na zápasy (5:3, 3:1, 1:2 P, 6:4, 3:1)
- JYP Jyväskylä – Jokerit Helsinky 4:1 na zápasy (2:1 P, 3:2, 3:2 P, 1:2, 3:2 P)

### O 3. místo
- Jokerit Helsinky – Espoo Blues 4:3 PP2 (hráno na jeden zápas)

### Finále
- Pelicans Lahti – JYP Jyväskylä 1:4 na zápasy (2:0, 2:6, 1:4, 4:5 P, 1:2 P)

## Baráž
- Ilves Tampere (poslední ze SM-liigy) – Vaasan Sport (vítěz Mestisu) 4:1 na zápasy (6:1, 5:1, 0:2, 3:2 P, 4:0)